# فابيو لوبيز (لاعب كرة قدم)
فابيو لوبيز (بالإيطالية: Fabio Lopez)‏ (17 يونيو 1973 في إيطاليا - ) هو مدرب كرة قدم ولاعب كرة قدم إيطالي في مركز حراسة المرمى. لعب مع نادي روما.

## وصلات خارجية
- فابيو لوبيز على موقع قاعدة بيانات كرة القدم.إي يو (الإنجليزية)
- فابيو لوبيز على موقع عالم كرة القدم.نت (الإنجليزية)